# بازیساز فصل لیگ برتر فوتبال انگلستان

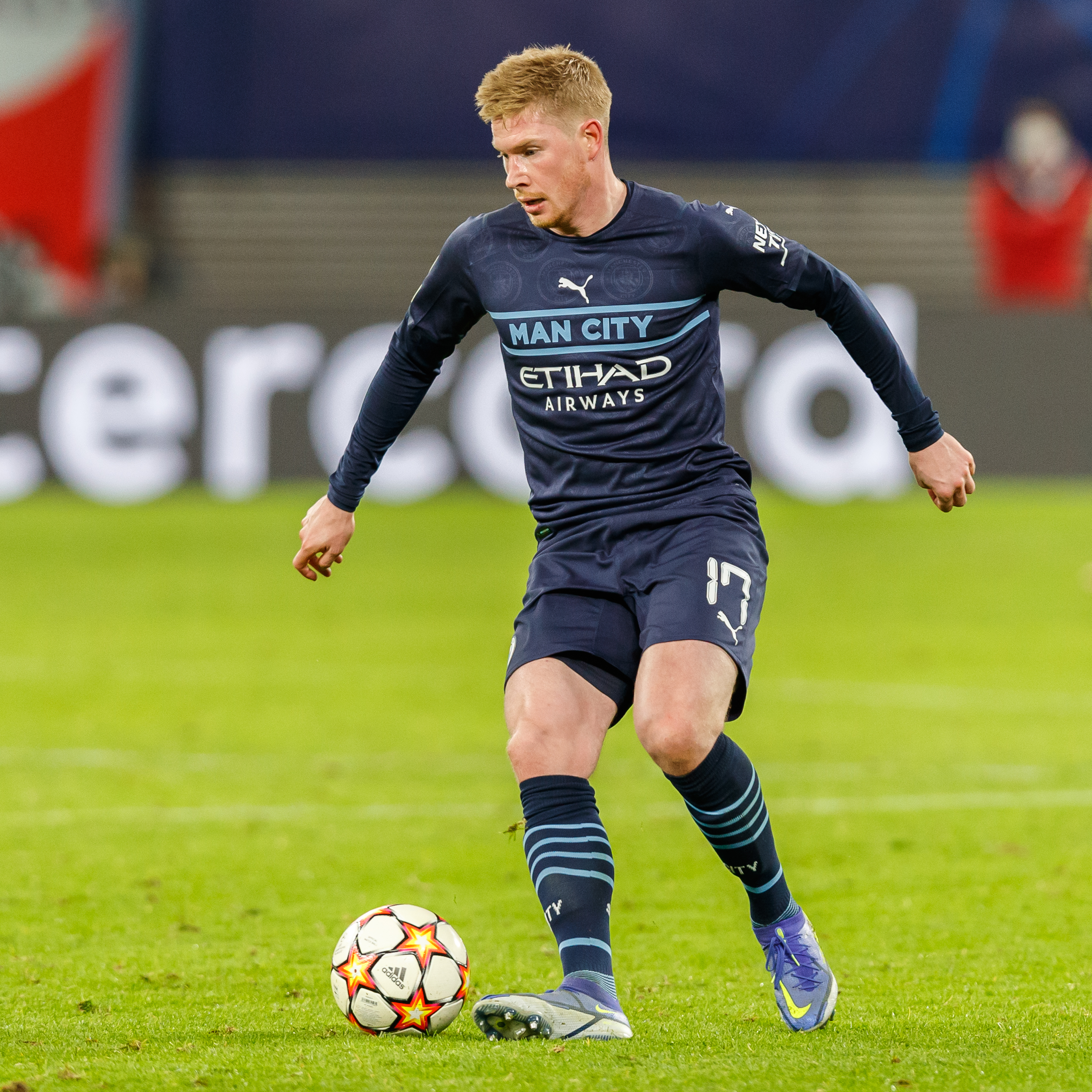
کوین دی بروینه، برنده سه بار عنوان بهترین بازیساز فصل

بازیساز فصل لیگ برتر فوتبال انگلستان (به انگلیسی: Premier League Playmaker of the Season) جایزه‌ایست که سالانه به بازیکنی که بیشترین پاس گل را در یک فصل در لیگ برتر فوتبال انگلستان فراهم کرده‌است داده می‌شود که این جایزه طلایی است

## برندگان
| بازیکن (X)                                | نام بازیکن و تعداد دفعاتی که جایزه را دریافت کرده‌است (درصورتی که بیشتر از یکبار باشد) |
| multiple award winners in the same season | نشان دهنده جوایز متعددی است که در یک فصل دریافت کرده‌است.                              |
| Club were Premier League champions        | نشان دهنده قهرمانی باشگاه در آن فصل لیگ برتر است                                      |
| #                                         | نشان دهنده رکورد در تعداد پاس گل در لیگ برتر است.                                     |

| فصل     | بازیکن             | ملیت     | باشگاه      | تعداد پاس گل | منبع(ها) |
| ------- | ------------------ | -------- | ----------- | ------------ | -------- |
| ۱۸–۲۰۱۷ | کوین دی بروینه     | بلژیک    | منچستر سیتی | ۱۶           | [ ۲ ]    |
| ۱۹–۲۰۱۸ | ادن آزار           | بلژیک    | چلسی        | ۱۵           | [ ۳ ]    |
| ۲۰–۲۰۱۹ | کوین دی بروینه (۲) | بلژیک    | منچستر سیتی | ۲۰#          | [ ۴ ]    |
| ۲۱–۲۰۲۰ | هری کین            | انگلستان | تاتنهام     | ۱۴           | [ ۵ ]    |
| ۲۲–۲۰۲۱ | محمد صلاح (۱)      | مصر      | لیورپول     | ۱۳           | [ ۶ ]    |
| ۲۳–۲۰۲۲ | کوین دی بروینه (۳) | بلژیک    | منچستر سیتی | ۱۶           |          |
| ۲۴–۲۰۲۳ | اولی واتکینز       | انگلستان | استون ویلا  | ۱۳           |          |
| ۲۵–۲۰۲۴ | محمد صلاح (۲)      | مصر      | لیورپول     | ۱۸           |          |

## برندگان بر پایه ملیت
| کشور     | تعداد |
| -------- | ----- |
| بلژیک    | ۴     |
| مصر      | ۲     |
| انگلستان | ۲     |

## برندگان بر پایه باشگاه
| باشگاه      | تعداد |
| ----------- | ----- |
| منچستر سیتی | ۳     |
| لیورپول     | ۲     |
| چلسی        | ۱     |
| استون ویلا  | ۱     |
| تاتنهام     | ۱     |